# بيل هولمان
بيل هولمان (بالإنجليزية: Bill Holman)‏ هو فنان قصص مصورة أمريكي، ولد في 22 مارس 1903 في كروفوردسفيل في الولايات المتحدة، وتوفي في 27 فبراير 1987 في نيويورك في الولايات المتحدة.